# Дистикомб
Дистикомб (англ. stillsuit, от still и suit, буквально — дистилляционный или дистилляторный костюм) — во вселенной Дюны, созданной американским писателем Фрэнком Гербертом, комбинезон, изобретённый дзен-суннитами, предками фрименов с планеты Дюна, для того чтобы удерживать, перерабатывать и заново употреблять влагу тела в тяжёлых условиях пустыни на планете Арракис. 
Дистилляторные комбинезоны создавались не только фрименами, но лучшими считались комбинезоны именно фрименской работы, так как они сохраняли и перерабатывали влагу наиболее эффективно. Потеря воды в таких дистикомбах составляла не более пятнадцати миллилитров в день.
Дистикомбы как предмет одежды стали популярны среди имперской знати после восшествия на престол императора Пола Муад'Диба.

## Описание
В словаре Дюны, Фрэнк Герберт даёт следующее определение:

ДИСТИКОМБ — обтягивающий комбинезон, изобретённый на Арракисе. Его тонкая, многослойная ткань предназначена для рассеяния тепла, а также фильтрации выделяющейся из тела воды. Переработанная комбинезоном вода собирается в специальных карманах и доступна для повторного употребления через трубку.

## Использование
Комбинезон перерабатывает и охлаждает испарившийся пот и другие выделения, а движения тела приводят в действие систему фильтрации.
В «Дюне» планетолог Льет-Кайнз объясняет Лето Атрейдесу функционирование комбинезона так:

В его основе лежит высокоэффективный и многослойный фильтр и теплообменная система. Внутренний пористый слой обеспечивает нормальный процесс испарения, охлаждающий тело. Два следующих слоя содержат волокна теплообмена и охлаждения солей. Работа органов дыхания обеспечивается с помощью насоса. Регенерированная вода скапливается в специальном резервуаре, откуда подводится по трубке к зажиму у шеи. Моча и кал подвергаются переработке в набедренных ёмкостях. Когда вы находитесь в открытом пространстве пустыни, вот этот фильтр закрывает ваше лицо, а эта носовая трубка предохраняет от горячего воздуха: вдыхаете через ротовой фильтр, выдыхаете через носовую трубку. Когда комбинезон хорошо подогнан, человек в нём теряет лишь один глоток в день.